# Трастамарський дім

Герб Трастамарського дому в Кастилії

Трастама́рський ді́м (ісп. Casa de Trastámara) — королівська династія, що правила в Кастилії (1369—1555), Арагоні (1412—1516), Сицилії (1412—1516), Наваррі (1425—1484) та Неаполі (1435—1516). Бічна гілка Кастильського Бургундського дому. Назва дому походить від Трастамарського (Затамарського) графства в північнозахідній Галісії, розташованого за річкою Тамара. Започаткована 1366 року трастамарським графом Енріке (згодом — кастильський король Енріке ІІ), що був позашлюбним сином кастильського короля Альфонсо XI. Згасла в квітні 1555, зі смертю останньої представниці роду — Хуани I, королеви Кастилії й Арагону. Також — Трастама́рська дина́стія.

## Кастильська Корона
Засновником династії став Енріке II (13.01.1334 — 29.05.1379), граф Трастамарський, позашлюбний син Альфонсо XI (11.08.1311 — 26.03.1350), короля Кастилії та Леону в 1312—1350 роках. У результаті тривалої міжусобної війни зі своїм єдинокровним братом Педро I (1334—1369), королем Кастилії в 1350—1369 роках, Енріке Трастамарський вбив брата і сам став королем Кастилії під ім'ям Енріке II (1369—1379).
| 1366—1367, 1369—1379 | Енріке II, позашлюбний син Альфонсо XI                     |
| 1379—1390            | Хуан I, син Енріке II                                      |
| 1390—1406            | Енріке III, старший син Хуана I                            |
| 1406—1454            | Хуан II, син Енріке III                                    |
| 1454—1474            | Енріке IV , син Хуана II                                   |
| 1474—1504            | Ізабела I, донька Хуана II                                 |
| 1474—1504, 1516      | Фернандо V, чоловік і номінальний співправитель Ізабелли I |
| 1504—1555            | Хуана I, донька Ізабели I й Фернандо V                     |

## Арагон і Сицилії

Найбільше поширення Арагонського королівства у 1443 році, за часів Альфонса V

Засновником династії став Фернандо I (27.11.1380 — 02.04.1416), другий син Хуана I Кастильського. Після припинення Барселонської династії (1410), що правила в Арагоні, і дворічної громадянської війни Фердинанд I, що доводився по жіночій лінії племінником королю Мартину I, був обраний на престол Арагона і Сицилії. 
Правителі:
| 1412-1416 | Фернандо I, другий син Хуана I Кастильського                  |
| 1416-1458 | Альфонсо I (Альфонсо V Арагонський), старший син Фердинанда I |
| 1458-1479 | Хуан II, другий син Фердинанда I                              |
| 1479-1516 | Фернандо II, син Хуана II                                     |

## Наварра
Заснована Хуаном Арагонським (29.06.1397—20.01.1479), другим сином арагонського короля Фердинанда I, майбутнім арагонським королем Хуаном II. Хуан Арагонський одружився в 1420 році на Бланці (1391—1441), доньці і спадкоємиці Карла III Благородного (1361—08.09.1425), короля Наварри в 1387—1425 роках. Разом зі своєю дружиною Хуан вступив на престол Наварри в 1425 році і продовжував правити королівством навіть після смерті Бланки.
Правителі:
| 1425-1479 | Хуан (Хуан II Арагонський), другий син Фердинанда I             |
| 1479      | Елеонора, донька Хуана і Бланки, вийшла заміж за Гастона де Фуа |

## Неаполь
Заснована арагонським королем Альфонсом I (Альфонс V, 1394—27.06.1458), що захопив Неаполь після смерті королеви Джованни II. У Неаполі цю династію зазвичай називають Арагонською.
Правителі:
| 1435-1458 | Альфонс I (Альфонс V Арагонський)                      |
| 1458-1494 | Фердинанд I, позашлюбний син Альфонса I                |
| 1494-1495 | Альфонс II, старший син Фердинанда I                   |
| 1495-1496 | Фердинанд II, син Альфонса II                          |
| 1496-1501 | Федеріко I, другий син Фердинанда I                    |
| 1503-1516 | Фердинанд III (Фердинанд II Арагонський), син Хуана II |

## Генеалогічне дерево
- Альфонсо XI (1311—1350), король Кастилії (1312—1350)
  -  Педро I (1334—1369), король Кастилії (1350—1366, 1367—1369)
  -   * Енріке II (1334—1379), король Кастилії (1366—1367, 1369—1379)
    -  Хуан I (1358—1390), король Кастилії (1379—1390) ∞ 1) Леонора (1358—1382), донька арагонського короля Педро IV; 2) Беатриса (1373—1420), донька португальського короля Фернанду I
      -  Енріке III (1379—1406), король Кастилії (1390—1406) ∞ Катерина (1393—1418), донька ланкастерського герцога Джона Гентського
      -   Фернандо I (1380—1416), король Арагону (1412—1416) ∞ Леонора (1374—1435), донька альбуркеркського графа Санчо
        -  Альфонсо V (1396—1458), король Арагону (1416—1458)
        -  Хуан II (1398—1479), король Навари (1425—1479) і Арагону (1458—1479)
        -  Леонора (1402—1445) ∞ Дуарте, король Португалії

 — королі Кастилії.
 — королі Арагону.
* — бастарди

## Родинні зв'язки
- Авіси
  1. Дуарте (1391—1438), король Португалії (1433—1438) ∞ Леонора (1402—1445), донька арагонського короля Фернандо І
  2. Жуана (1439—1475) ∞ Енріке IV, король Кастилії
  3. Афонсу V (1432—1481), король Португалії (1438—1481) ∞ Хуана (1462—1530), донька кастильського короля Енріке IV
  4. Мануел I (1469—1521), король Португалії (1495—1521) ∞ Ізабела (1470—1498), донька арагонського короля Фернандо ІІ
  5. Мануел I (1469—1521), король Португалії (1495—1521) ∞ Марія (1482—1517), донька арагонського короля Фернандо ІІ

- Португальський Бургундський дім
  1. Беатриса (1372—1420) ∞ Хуан I, король Кастилії

- Ланкастерський дім
  1. Енріке III (1379—1406), король Кастилії (1390—1406) ∞ Катерина (1393—1418), донька ланкастерського герцога Джона Гентського

## Герби

Енріке ІІ (як інфант)
Енріке ІІ (як король)
Фернандо І (як інфант)